# Senales
Schnals (Senales) tiếng Ý: Senales; tiếng Đức: Schnals; Archaic (1273 AD): Snales, Snals, Snalls, Snalse, Snalles; Latin: Cascina) là một đô thị ở tỉnh ] Bolzano-Bozen trong vùng Trentino-Alto Adige/Südtirol của Ý, có vị trí cách khoảng 70 km về phía bắc của thành phố Trento và khoảng 40 km về phía tây bắc của thành phố Bolzano (de. Bozen), ở biên giới với Áo. Tại thời điểm ngày 31 tháng 12 năm 2004, đô thị này có dân số 1.406 người và diện tích là 211,2 km².
Đô thị Schnals (Senales) có các frazioni (các đơn vị cấp dưới, chủ yếu là các làng) Certosa, Monte Santa Caterina, Madonna, và Vernago al lago.
Schnals (Senales) giáp các đô thị: Kastelbell-Tschars (Castelbello-Ciardes), Latsch (Laces), Mals (Malles Venosta), Moos in Passeier (Moso in Passiria), Naturns (Naturno), Partschins (Parcines), Schlanders (Silandro), và Sölden (Austria).